# Johannes Eggestein
Pour les articles homonymes, voir Eggestein.
Johannes Eggestein est un footballeur allemand, né le 8 mai 1998 à Hanovre (Allemagne), évoluant au poste d'attaquant à l'Austria Vienne.
Il est le frère de Maximilian Eggestein, qui évolue au SC Fribourg.

## Biographie

### En club
Johannes Eggestein est le fils de Karl Eggestein un ancien joueur de football, il débute au TSV Schloß Ricklingen avant de rejoindre le TSV Havelse où jouait déjà son père, en 2013 il rejoint la section jeune du Werder Brême, pendant ses trois années en junior il est deux fois meilleur buteur dans sa catégorie. Il signe son contrat professionnel le 2 juin 2016, et débute avec l'équipe U-23 du Werder en troisième division. Il joue la première fois avec l'équipe première le 26 août 2016 lors du match de Coupe d'Allemagne contre Sportfreunde Lotte où il rentre à la 62e minute. En mars 2017 il se blesse lors d'un stage avec la fédération allemande et ne jouera plus jusqu'en fin de saison. Lors de la deuxième journée de la saison 2017-2018 il joue son premier match de Bundesliga, contre le Bayern Munich. Il marque son premier but en Bundesliga lors de la 7e journée de la saison 2018-2019, contre VfL Wolfsburg, trois minutes après son entrée en jeu.

### En équipe nationale
Après avoir joué avec les moins de 15 ans et moins de 16 ans de l'équipe d'Allemagne, il participe au championnat d'Europe des moins de 17 ans en 2015. Lors de cette compétition, il joue quatre matchs, inscrivant un but contre la Slovénie en phase de poule. L'Allemagne s'incline en finale face à l'équipe de France.
Il dispute ensuite quelques mois plus tard la Coupe du monde des moins de 17 ans organisée au Chili. Lors du mondial junior, il joue quatre matchs. Il marque quatre buts lors de phase de poule et termine deuxième meilleur buteur du tournoi avec un doublé contre l'Australie, puis un but contre l'Argentine, et un dernier but face au Mexique. L'Allemagne s'incline en huitièmes face à la Croatie.
En septembre 2017 il débute avec son frère Maximilian avec les moins de 21 ans et marque le but de la victoire contre la Hongrie deux minutes après son entrée en jeu.

## Statistiques
| Saison                | Club                  | Championnat           | Championnat | Championnat | Coupe(s) nationale(s) | Coupe(s) nationale(s) | Compétition(s) continentale(s) | Compétition(s) continentale(s) | Compétition(s) continentale(s) | Total | Total |
| Saison                | Club                  | Division              | M.          | B.          | M.                    | B.                    | Comp.                          | M.                             | B.                             | M.    | B.    |
| 2016-2017             | Werder Brême          | Bundesliga            | -           | -           | 1                     | 0                     | -                              | -                              | -                              | 1     | 0     |
| 2017-2018             | Werder Brême          | Bundesliga            | 7           | 0           | 4                     | 1                     | -                              | -                              | -                              | 11    | 1     |
| 2018-2019             | Werder Brême          | Bundesliga            | 23          | 4           | 5                     | 1                     | -                              | -                              | -                              | 28    | 5     |
| 2019-2020             | Werder Brême          | Bundesliga            | 14          | 1           | 1                     | 0                     | -                              | -                              | -                              | 15    | 1     |
| 2020-2021             | Werder Brême          | Bundesliga            | 2           | 0           | 1                     | 0                     | -                              | -                              | -                              | 3     | 0     |
| 2021-2022             | Werder Brême          | 2.Bundesliga          | 1           | 0           | -                     | -                     | -                              | -                              | -                              | 1     | 0     |
| Sous-total            | Sous-total            | Sous-total            | 47          | 5           | 8                     | 1                     | -                              | 0                              | 0                              | 55    | 6     |
| 2020-2021             | LASK (prêt)           | Bundesliga            | 28          | 12          | 5                     | 6                     | C3                             | 6                              | 2                              | 39    | 20    |
| Sous-total            | Sous-total            | Sous-total            | 28          | 12          | 5                     | 6                     | -                              | 6                              | 2                              | 39    | 20    |
| 2021-2022             | Royal Antwerp FC      | Jupiler Pro League    | 18          | 0           | 1                     | 0                     | C3                             | 6                              | 0                              | 25    | 0     |
| Sous-total            | Sous-total            | Sous-total            | 18          | 0           | 1                     | 0                     | -                              | 6                              | 0                              | 25    | 0     |
| 2022-2023             | FC St. Pauli          | 2.Bundesliga          | 18          | 5           | 2                     | 0                     | -                              | -                              | -                              | 20    | 5     |
| 2023-2024             | FC St. Pauli          | 2.Bundesliga          | 14          | 6           | 2                     | 1                     | -                              | -                              | -                              | 16    | 7     |
| Sous-total            | Sous-total            | Sous-total            | 32          | 11          | 4                     | 1                     | -                              | 0                              | 0                              | 36    | 12    |
| Total sur la carrière | Total sur la carrière | Total sur la carrière | 125         | 28          | 18                    | 8                     | -                              | 12                             | 2                              | 155   | 38    |

## Palmarès

### En club
FC St. Pauli
- 2. Bundesliga
  - Champion: 2024

### En sélection
Allemagne -17 ans
- Euro -17 ans 
  - Finaliste : 2015